# Micralestes congicus
Micralestes congicus är en fiskart som beskrevs av Poll, 1967. Micralestes congicus ingår i släktet Micralestes och familjen Alestidae. IUCN kategoriserar arten globalt som livskraftig. Inga underarter finns listade i Catalogue of Life.